# Thomson TO 9 Plus
Thomson TO 9 PLUS (TO 9 PLUS) је кућни рачунар фирме Томсон (Thomson) који је почео да се производи у Француској током 1986. године.
Користио је Motorola 6809 e микропроцесорску јединицу а РАМ меморија рачунара је имала капацитет од 512 KB. 

## Детаљни подаци
Детаљнији подаци о рачунару TO 9 PLUS су дати у табели испод.
|                       |                                     |
| [ 1 ]                 |                                     |
| Произвођач            | Томсон                              |
| Тип                   | кућни рачунар                       |
| Меморија              | 512                                 |
| Поријекло             | Француска                           |
| Година                | 1986                                |
| Тастатура             |                                     |
| Процесор              |                                     |
| Фреквенција процесора | 1                                   |
| RAM                   | 512                                 |
| ROM                   | 80                                  |
| Текст                 | 40 x 24 / 80 x 24                   |
| Графика               | 8 модова: од 160 x 200 до 640 x 200 |
| Боја                  | од 2 до 16 између 4096              |
| Звук                  | 3 канала, 7 октава                  |
| Димензије             | 9,25 x 5,75 x 1                     |
| Портови               |                                     |
| Оперативни систем     | [[]]                                |